# 米圖林
49°46′5″N 24°37′38″E / 49.76806°N 24.62722°E
米圖林（烏克蘭語：Митулин），是烏克蘭西部的村莊，隸屬利維夫州的佐洛奇夫區。該村始建於1500年，面積1.61平方公里，海拔高度299米，2001年人口474，人口密度每平方公里294.78人。